# Bomarea
Bomarea là chi thực vật có hoa trong họ Alstroemeriaceae.

## Hình ảnh

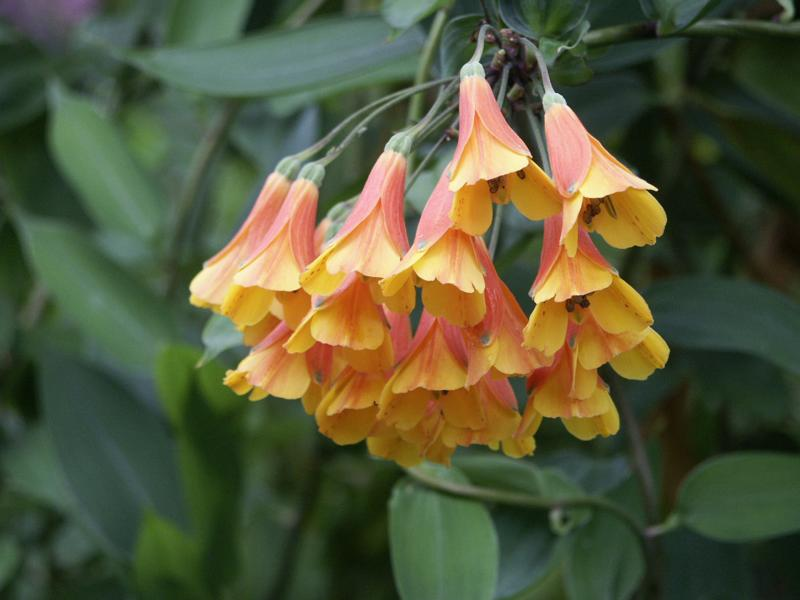
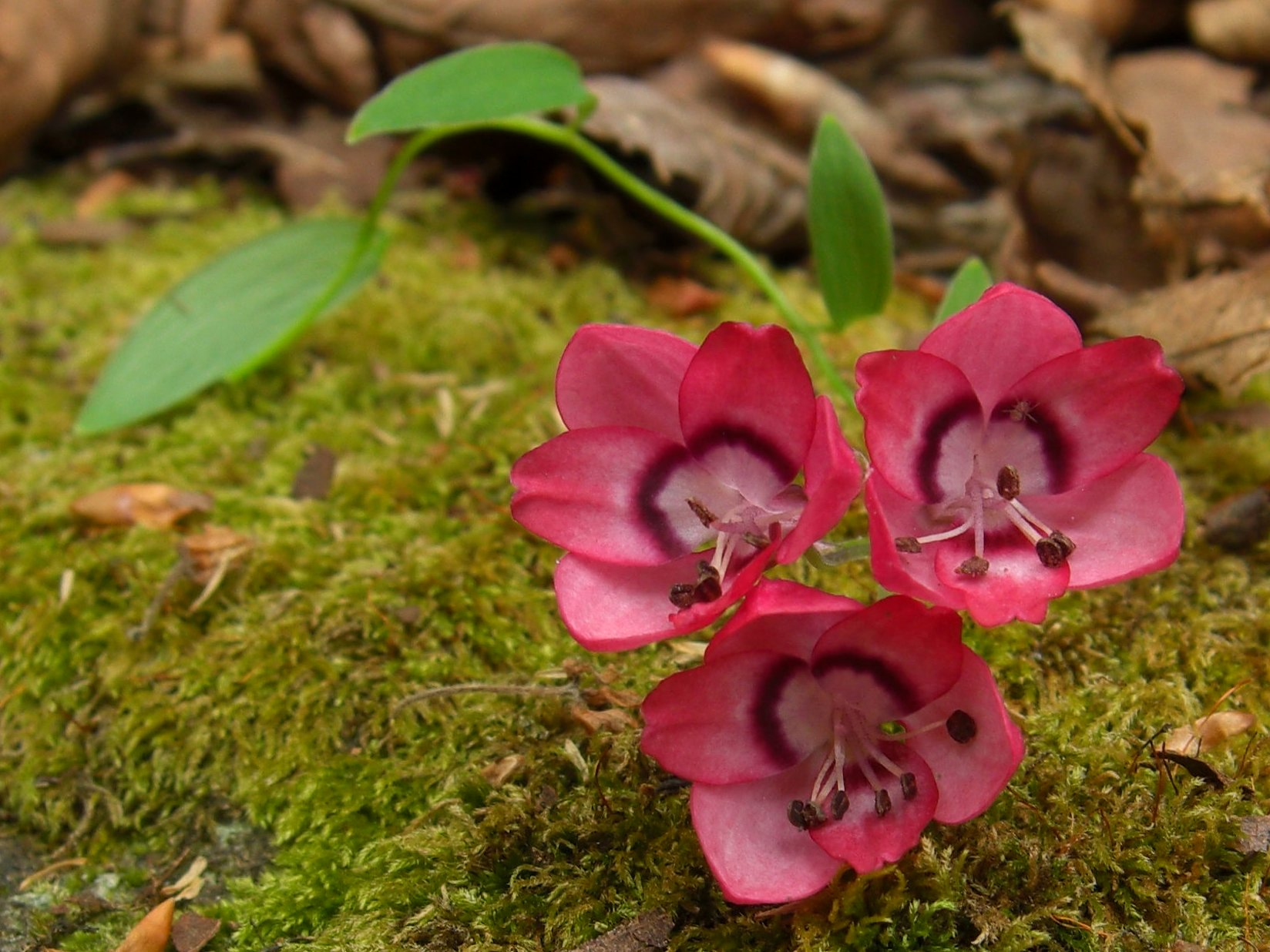